# Festival Visibles
El festival visibLES, també conegut com a Festival de Cultures Lesbianes, és un esdeveniment cultural i artístic que té com a objectiu donar visibilitat i reconeixement al paper de les lesbianes dins l'escena cultural catalana i internacional.[cal citació] Des de la seva primera edició, celebrada el juny de 2017, el festival ha tingut lloc anualment a La Bonne – Centre de Cultura de Dones Francesca Bonnemaison, un espai de referència per a la promoció de la cultura feminista a Barcelona.[1]
Cada any, el visibLES presenta una programació diversa que inclou disciplines com les arts escèniques, visuals i cinematogràfiques, posant el focus en les identitats lesbianes i bisexuals. A través de projeccions de pel·lícules, exposicions, obres de teatre, performances i debats, el festival ofereix un espai per a la reflexió, la celebració i l’expressió artística de la comunitat LGTBIQ+. Així mateix, busca fomentar la creació cultural feta per i per a dones lesbianes, promovent narratives que sovint han estat invisibilitzades en els circuits culturals convencionals.
El festival compta amb el suport de l'Ajuntament de Barcelona i la Generalitat de Catalunya, així com amb la col·laboració d'entitats i iniciatives que treballen per la visibilitat i els drets de les dones lesbianes. Entre aquestes aliances hi ha InOut Radio, que actua com a mitjà oficial del festival, la Mostra Internacional de Films de Dones de Barcelona, una plataforma de difusió del cinema dirigit per dones, i el Sindicat de Treballadores de la Llar i les Cures Sindillar, una organització que lluita pels drets laborals de les dones migrades.

A més de les activitats culturals, el festival també inclou espais de trobada, tallers i taules rodones, amb l'objectiu de generar diàleg i comunitat al voltant de les diverses experiències de les dones lesbianes i bisexuals. Amb el pas dels anys, el visibLES s'ha consolidat com un referent dins del panorama cultural feminista de Catalunya, oferint una plataforma única per a la visibilització i reivindicació de la diversitat afectivosexual a través de l'art i la cultura.

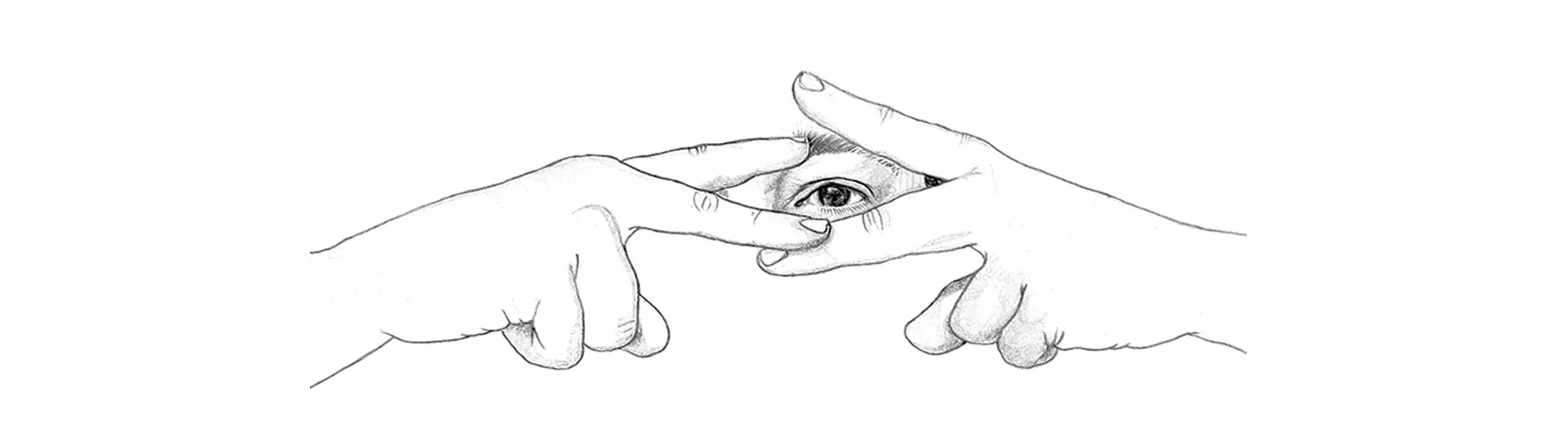
Icona del Festival

### Orígens i creació
El Festival es crea conjuntament entre companyes vinculades a La Bonne i a Sindillar en una trobada en que sorgeix la inquietud per la falta de presència de dones lesbianes als 40 anys de la primera manifestació de l'Orgull a Barcelona. La primera edició del festival es va realitzar el 22 de juny a La Bonne. Es van programar un seguit d'activitats del 22 al 25 de juny de 2017, coincidint amb la setmana de celebració de l'orgull LGTBI. El programa d'aquesta edició va - en vers les genealogies lesbianes, amb tallers, exposicions, mostres escèniques i una festa al pati de La Bonne.

### Dates
En les seves primeres edicions, del 2017 al 2020, el Festival es va realitzar a l'estiu, al juny, coincidint amb el mes de celebració de l'orgull. Al 2020 el festival va fer un comunicat a través de la web de La Bonne manifestant que la diputació de Barcelona no havia autoritzat la celebració del Festival, programat del 2 al 15 de novembre. Les darreres edicions fins a l'actualitat s'han seguit celebrant a l'hivern, entre el mes de novembre i desembre.

## Edicions del Festival
- Primera edició: 22, 23, 24 i 25 de juny de 2017

- Segona edició:  24, 25 i 27 de maig de 2018[2]

- Tercera edició: 13, 14, 15, 16 de juny de 2019

- Quarta edició: (in)visibLES

- Cinquena edició: 17, 18 i 19 de desembre de 2021

- Sisena edició: 2, 3, 4 de desembre de 2022

- Setena edició: 2, 3 de desembre de 2023 i 14 de gener de 2024

- Vuitena edició: 28, 29, 30 de novembre i 1 de desembre de 2024